# Быстрее, давай поженимся!
«Быстрее, давай поженимся!» (англ. Quick, Let's Get Married!/The Confession) — художественный фильм 1964 года режиссёра Уильяма Дитерле с Джинджер Роджерс и Рэем Милландом в главных ролях.

## Альтернативные названия
- Признание (The Confession) — США.
- Семь разных путей (Seven Different Ways ).

## Сюжет
Джинджер Роджерс играет хозяйку борделя мадам Ринальди, которая помогает вору Марио Форни найти древний клад. Сокровище замечает Пиа, и по городу начинают ходить слухи. Охотников за драгоценностями становится всё больше и больше. Один из них — мэр города Пабло.
Фильм снимался на Ямайке.

## В ролях
- Джинджер Роджерс — мадам Ринальди
- Рэй Милланд — Марио Форни
- Барбара Иден — Пиа Пачелли
- Уолтер Абель — вор
- Пиппа Скотт — Джина
- Эллиотт Гулд — немой